# Боско (Варезе)
Боско је насеље у Италији у округу Варезе, региону Ломбардија.
Према процени из 2011. у насељу је живело 89 становника. Насеље се налази на надморској висини од 272 м.